# Соединённые государства Матсьи
Соединённые государства Матсьи или Союз Матсьи — штат Индии, существовавший в 1948—1949 годах.
Когда в 1947 году был провозглашён независимый Индийский Союз, то под управлением центрального правительства оказались лишь бывшие британские провинции. Многочисленные туземные княжества должны были решать свою судьбу самостоятельно, и с каждым из них властями нового государства велись отдельные переговоры, определявшие условия вхождения в состав Индийского Союза.
Союз Матсьи был образован 17 марта 1948 года четырьмя бывшими княжествами Раджпутаны: Алваром, Бхаратпуром, Дхолпуром и Караули.
15 мая 1949 года Соединённые государства Матсьи объединились с Большим Раджастханом в Соединённые государства Большого Раджастхана (после вступления в силу Конституции Индии переименованные в штат Раджастхан).